# Kilbirnie Place

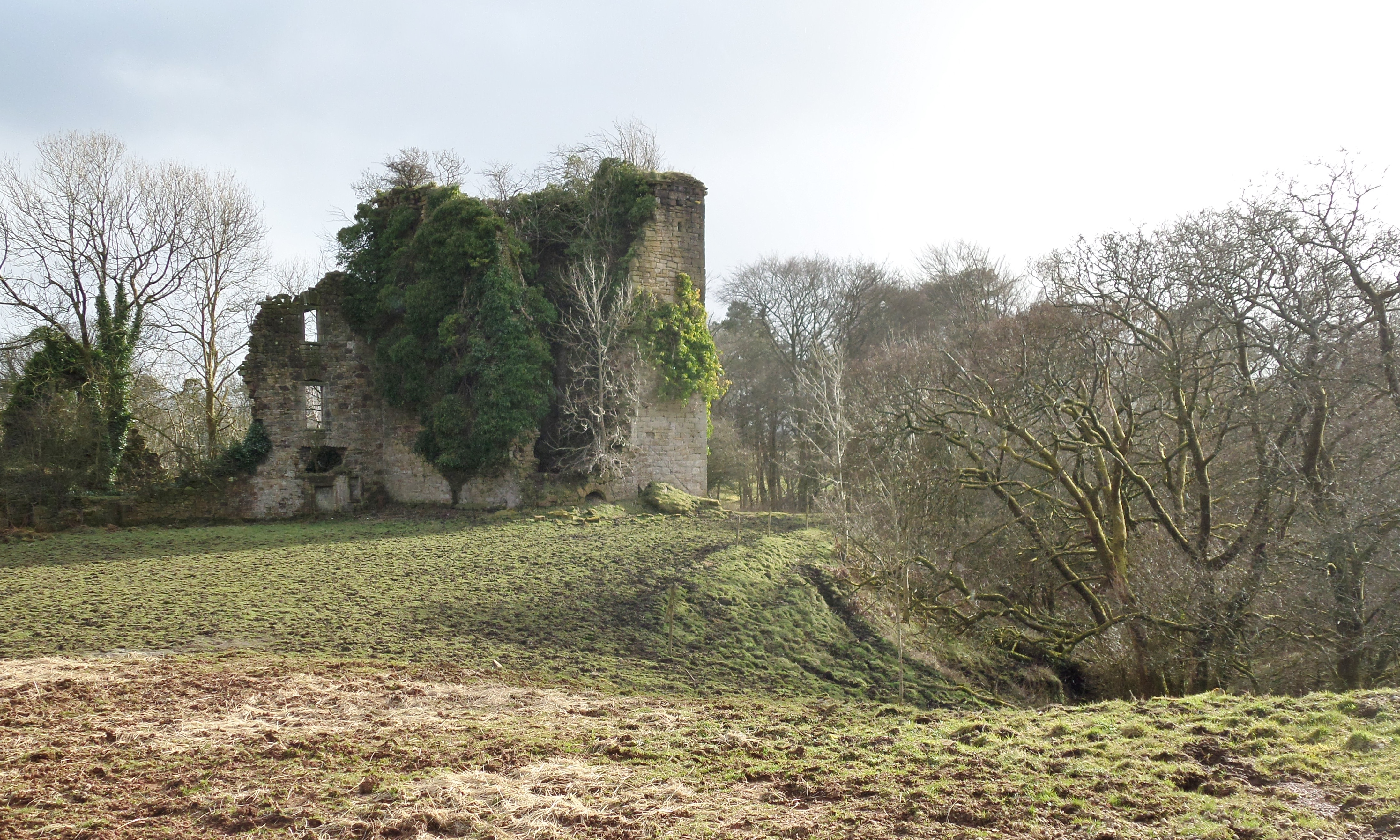
Kilbirnie Place von Norden

Kilbirnie Place ist die Ruine eines Landhauses aus dem 16. Jahrhundert westlich von Kilbirnie an den unteren Hängen der Glengarnock Hills in der schottischen Council Area North Ayrshire. Weitere Namen waren Place of Kilbirnie, Kilbirnie House oder einfach The Place.
Das Gelände liegt in der Nähe eines Baches und eines kleinen, aber tiefen Tobels. Integriert in das Landhaus wurden die Reste des alten Donjons von Kilbirnie Castle. Beide liegen nicht auf dem Grundstück des 1925 auf dem Gelände der ehemaligen Lustgärten angelegten Kilbirnie Place Golf Club.

## Geschichte
Der Name „Kilbirnie“ stammt aus dem Schottisch-gälischen und bedeutet im Deutschen „Kirche des Heiligen Brendan“. Die Gemeinde war in drei Baronate aufgeteilt: Kilbirnie, Ladyland und Glengarnock. Das Baronat Kilbirnie war mit 2200 Hektar Land das größte in der Gemeinde und mit 1200 Hektar landwirtschaftlich nutzbaren Landes (Viehweide und Wald) auch das fruchtbarste.
Der Name „Place“ bezieht sich im Schottischen auf das Landhaus eines Grundeigentümers und bedeutet dasselbe wie im Englischen der Name „Palace“, auch wenn dieses englische Wort seine heutige Bedeutung viel später erlangte. Während Kilbirnie Castle um 1470 im Auftrag von Malcolm Crawfurd und seiner Gattin Marjory, geb. Barclay, erbaut wurde, stammt das Landhaus von 1627 und ist ein sehr viel komfortableres Wohnhaus ohne Verteidigungseinrichtungen. Der Eingang zum neuen „Flügel“ hat eine sehr unübliche, deutlich hervorspringende Vorhalle an der Südfassade.
Der ehrbare Patrick Lindsay kaufte Burg und Anwesen von Glengarnock 1677 von Richard Cuninghame, dem letzten Baron von Glengarnock. 1707 wurden beide Baronate unter dem von Kilbirnie vereinigt und das dortige Landhaus war der Hauptsitz des Barons.

## Beschreibung
Der „Flügel“ wurde 1627 rechtwinklig an den alten Donjon angebaut. Das Mauerwerk besteht aus Bruchstein, der mit Sandstein-Werkstein verkleidet ist. Der Rittersaal des alten Donjons wurde mit einem Treppenhaus im neuen Anbau durch eine Türe verbunden. Das Landhaus war ein schönes Beispiel für die Architektur des 17. Jahrhunderts. Auf der Ebene des Rittersaals hatte das Landhaus hervorstehende Tourellen und diese enthielten Wandschränke. Die Vordertür saß in einer unüblich niedrigen Vorhalle und eine schmale Hintertür in der Nordfassade führte zum Hof. Es gab zwei Keller mit einem Verbindungsgang dazwischen, der auch zum Haupttreppenhaus führte. Der Rittersaal im alten Turm mag als Speisezimmer gedient haben und der große Raum im Landhaus wurde als Salon genutzt.
Die südlichste Tourelle und ein großer Teil des Landhauses stürzten irgendwann zwischen 1956 und 1964 ein. Die Ruine hat Historic Scotland als historisches Bauwerk der Kategorie B gelistet.

### Brand

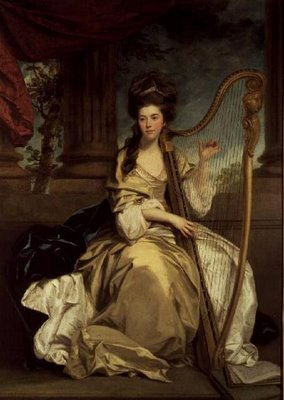
Lady Jean Lindsay als Countess of Eglinton

Am Morgen des 1. Mai 1757 wurden die Gebäude durch einen Brand zerstört, der im Zuge von Bauarbeiten ausbrach. Sie wurden nie wieder aufgebaut. Ein Diener, der in Richtung der Stallungen ging, sah, dass Rauch vom Dach aufstieg, und gab Alarm. Der 19. Earl of Crawfurd, seine minderjährige Tochter Jean (später Countess of Eglinton) und das Hauspersonal hatten nur wenig Zeit den wütenden Flammen zu entkommen. Die Familie zog zunächst in die Manse des Baronats Kilbirnie um und ließ sich später in Bourtreehill House bei Irvine nieder. Lady Crawfurd war die älteste Tochter und Erbin von Robert Hamilton aus Bourtreehill.

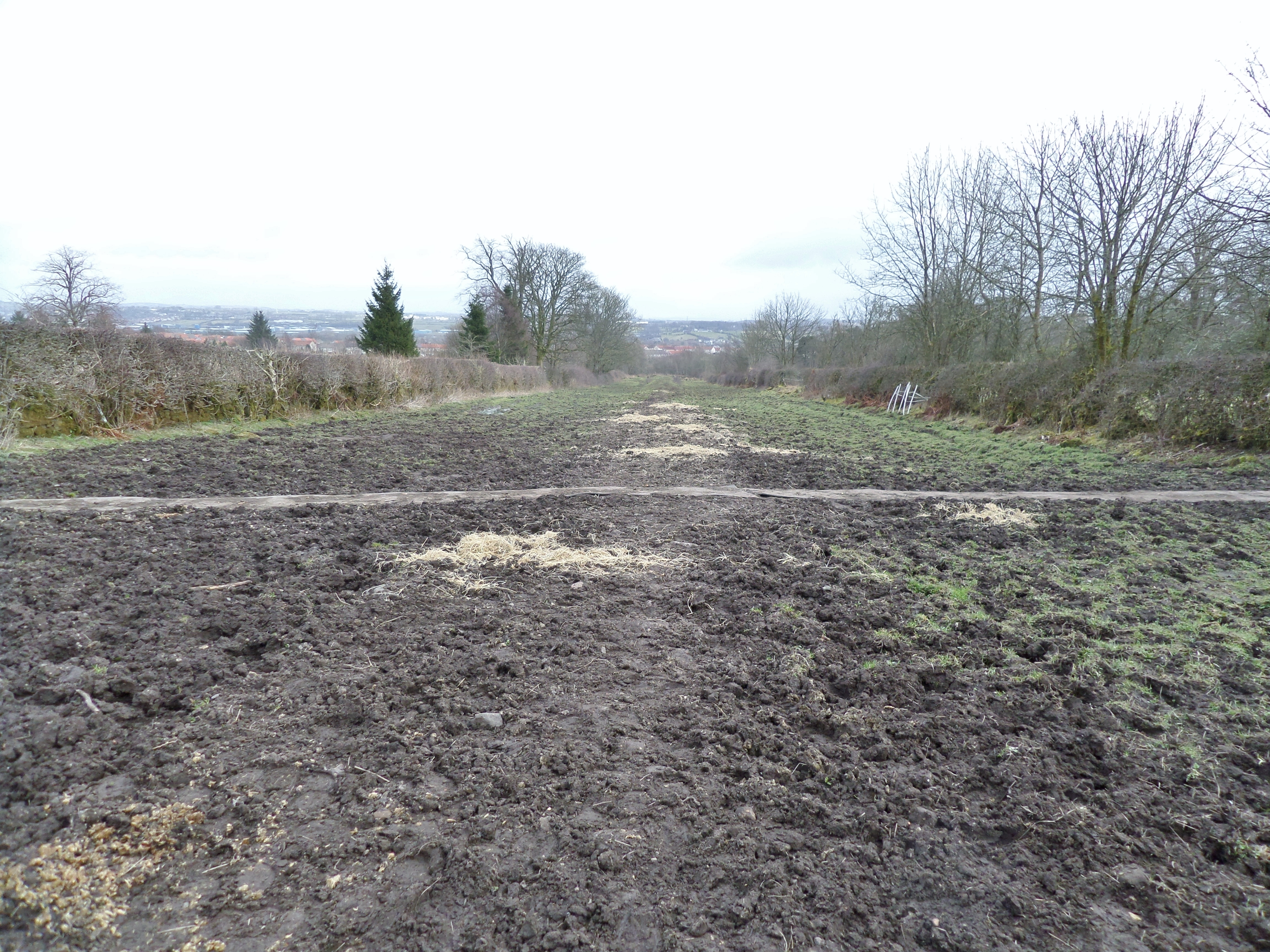
Die Überreste der Großen Allee

Über die Entstehung des Brandes sagt man, dass eine Dame des Hauses, bevor sie zu Bett ging, geschmolzenes Fett vom Sockel eines großen Armleuchters in den Feuerrost in einem der unteren Stockwerke des Hauses schüttete. Die daraus entstehenden Flammen entzündeten den nicht gekehrten Rauchfang und sprangen durch ein Fenster im Dachgeschoss des neuen Landhauses, das von Arbeitern offengelassen worden war, auf das Haus über. Die Schlüssel hatten die Zimmerleute mitgenommen und so war es nicht möglich, zum Feuer zu kommen, um es zu bekämpfen. Viele Leute eilten zu Hilfe, konnten aber nichts ausrichten. Bis zum Tod des Earls 1781 wurde die wahre Geschichte sorgfältig verheimlicht und übernatürliche Kräfte für den Brand verantwortlich gemacht.
Einige der Gebäude wurden noch eine Zeitlang als Jagdschloss erhalten.

### Lustgärten

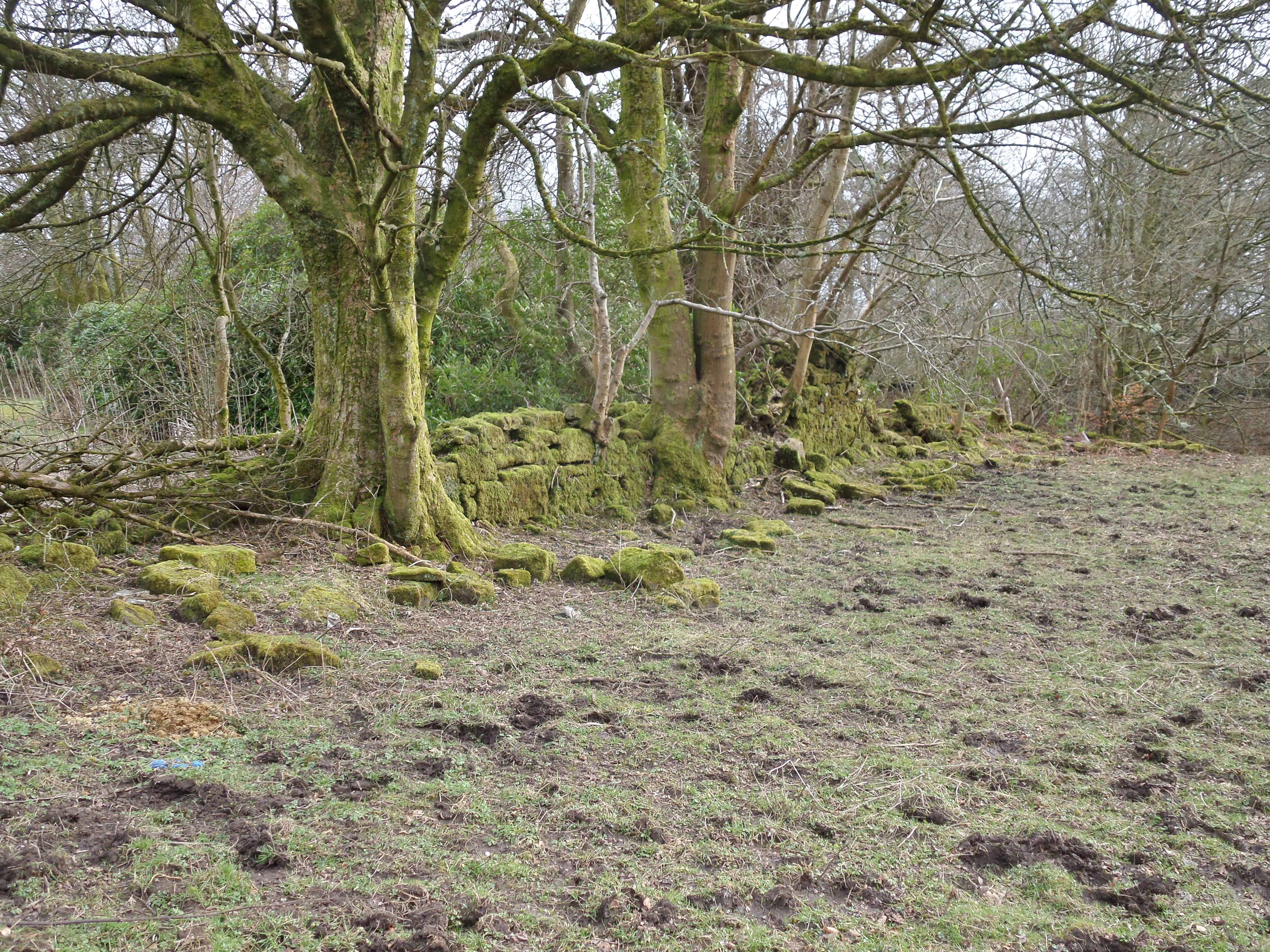
Ruinen des eingefriedeten Gartens

Die Auffahrt zum Gebäude von Süden her war eine lange, gerade Allee, 18 Meter breit und begrenzt von hohen Mauern, die einst große Gärten einschlossen. Der Abschnitt hinunter nach Causewayfoot war mit Mauern begrenzt und der Abschnitt bis zum Ende in Fudstone (heute nicht mehr existent) nur von Bäumen. Die Überreste der Großen Allee sind heute noch zu erkennen. Ein großer, eingefriedeter Garten führte in zwei Abschnitten vom Landhaus zum Tobel hinunter. Es gibt ihn schon lange nicht mehr, aber auf den Ordnance-Survey-Karten ist er mit einer Treppe zwischen den beiden Abschnitten und einem kleinen Gebäude an der Nordmauer eingezeichnet. Paterson bemerkt, dass die ausgedehnten Lustgärten „vom Pflug aufgerissen“ wurden. In den Gärten fanden sich einst Blumen und Sträucher, Kartoffeln, Rüben und Obsthaine. Noch 1856 ist der eingefriedete Garten mit Apfelbäumen abgebildet, von denen ein einziger bis heute erhalten ist.